# Белиња
Белиња (фр. Bellignat) је насељено место у Француској у региону Рона-Алпи, у департману Ен (Рона-Алпи).
По подацима из 2011. године у општини је живело 3590 становника, а густина насељености је износила 457,91 становника/km².

## Демографија
| 1962. | 1968. | 1975. | 1982. | 1990. | 2011. |
| ----- | ----- | ----- | ----- | ----- | ----- |
| 837   | 832   | 1.077 | 2.602 | 3.233 | 3.590 |